# 可重复使用发射系统技术研发项目
SpaceX可重複使用的發射系統開發計劃(英文：SpaceX reusable launch system development program)是一個私人資助的計劃，用於為軌道發射系統開發一套新技術，目的為使火箭能成為飛機一樣可多次重複使用的運輸載具。SpaceX多年來一直在開發此技術，以促進達成太空運載火箭的全面可重複使用。該項目的長期目標包括：在幾分鐘內將運載火箭的第一級返回發射場，並在與發射場軌道重合併在24小時內重新進入大氣層之後，將第二級返回發射台。SpaceX的長期目標是將其軌道運載火箭的兩個階段設計為允許在返回後幾個小時內重複使用。

## 歷史

由左至右分別為獵鷹一號、獵鷹九號v1.0、三種版本的獵鷹九號v1.1、三種版本的獵鷹九號v1.2 (Full Thrust)、三種版本的獵鷹九號Block 5、獵鷹重型和獵鷹重型Block 5。SpaceX的可重複使用火箭技術已可用於獵鷹九號v1.2和獵鷹重型。

SpaceX最初試圖通過降落傘降落獵鷹1號的第一階段，但是該階段在重新進入大氣層後仍然無法成功。他們在2010年之後的最早的Falcon 9航班上繼續使用降落傘進行實驗，但未成功。SpaceX隨後將重點轉移到開發動力下降著陸系統上。
可重複使用發射系統的概述於2011年9月首次公開描述，SpaceX表示，它將嘗試開發動力下降系統並恢復獵鷹9號的兩個階段，即全垂直起飛，垂直著陸（VTVL）火箭。該公司製作了一段電腦動畫影片，描述了動力下降的第一階段和尾部先返回的概念圖，以及帶有隔熱罩的第二階段的概念圖，先進入頭部再旋轉以進行動力下降。2012年9月，SpaceX開始使用亞軌道蚱蜢火箭在可重複使用的第一階段原型機上進行飛行測試。這些測試一直持續到2014年，包括測試第二輛及更大的原型車F9R Dev1。
幾天前，當美國聯邦航空局發布了德克薩斯州SpaceX試驗場的環境影響評估草案時，有關蚱蜢測試火箭的消息已經公開。2012年5月，SpaceX在NASA馬歇爾太空飛行中心風洞測試設施中進行了176次測試，獲得了一套用於恢復獵鷹9號第一階段的大氣測試數據。這項工作是由SpaceX根據與美國國家航空航天局簽訂的《太空法》可償還協議簽訂的。
預計在2012年，可重複使用的獵鷹九號火箭的第一階段分離將以大約6馬赫（4,600 mph； 2.0 km / s）的速度發生，而不是10馬赫（7,600 mph； 3.4 km / s）的速度。 消耗性的獵鷹9，提供減速和轉向操作以及受控的下降和著陸所需的剩餘燃料。
2012年11月，首席執行官埃隆·馬斯克（Elon Musk）宣布了SpaceX的計劃，該計劃將建造第二套更大的可重複使用的火箭系統，該系統將由LOX /甲烷驅動，而不是Falcon 9和Falcon Heavy上使用的LOX / RP-1。 新系統將是“ SpaceX Falcon 9助推器的發展”，SpaceX重申了他們對在垂直著陸技術方面取得突破的承諾。[18] 到2012年底，示範測試車Grasshopper進行了3次VTVL測試飛行，其中包括2012年12月17日進行了29秒的懸停飛行，飛行40米（130英尺）。2013年3月上旬，SpaceX第四次飛向80米（260英尺）以上的高度，成功地測試了Grasshopper。
2013年3月，SpaceX宣布將對Falcon 9的後續第一階段進行測試和裝備，作為受控下降測試飛行器，併計劃從2013年開始對水上加速減速的模擬著陸進行計劃，以期將飛行器返回發射場 可能最早在2014年中進行動力登陸。2013年4月，擬議中的SpaceX南德克薩斯發射場的環境影響聲明草案包括為Falcon 9第一階段助推器返回發射場提供的具體設施。2013年4月，埃隆·馬斯克（Elon Musk）首次公開將可重複使用的Falcon 9稱為Falcon 9-R。